# Искровский сельсовет (Новосибирская область)
Искровский сельсовет — сельское поселение в Черепановском районе Новосибирской области Российской Федерации.
Административный центр — посёлок Искра.

## История
Статус и границы сельского поселения установлены Законом Новосибирской области от 2 июня 2004 года № 200-ОЗ «О статусе и границах муниципальных образований Новосибирской области»

## Население
| 2002  | 2010  | 2012  | 2013  | 2014  | 2015  | 2016  |
| ----- | ----- | ----- | ----- | ----- | ----- | ----- |
| 2036  | ↘1828 | ↘1808 | ↘1759 | ↘1744 | ↗1755 | ↘1736 |
| 2017  | 2018  | 2019  | 2020  | 2021  |       |       |
| ↗1752 | ↘1743 | ↘1733 | ↘1700 | ↘1679 |       |       |

## Состав сельского поселения
| № | Населённый пункт | Тип населённого пункта          | Население |
| - | ---------------- | ------------------------------- | --------- |
| 1 | Безменово        | посёлок                         | ↘155      |
| 2 | Зимовье          | посёлок                         | ↘495      |
| 3 | Искра            | железнодорожный разъезд         | ↘4        |
| 4 | Искра            | посёлок, административный центр | ↘885      |
| 5 | Романово         | село                            | ↘148      |
| 6 | Спутник          | посёлок                         | ↘122      |
| 7 | Сушзавод         | посёлок                         | ↘19       |